# 439

## Събития
- Българите убиват краля на лангобардите Агелмунд и отвличат дъщеря му.
- Ламисио отмъщава за баща си и побеждава след това българите в една страшна битка.